# Hewlett Neck
Hewlett Neck es una villa ubicada en el condado de Nassau en el estado estadounidense de Nueva York. En el año 2000 tenía una población de 504 habitantes y una densidad poblacional de 914.7 personas por km². Hewlett Neck se encuentra dentro del pueblo de Hempstead.

## Geografía
Hewlett Neck se encuentra ubicada en las coordenadas 40°37′23″N 73°41′49″O / 40.62306, -73.69694. Según la Oficina del Censo, la ciudad tiene un área total de 0,6 km² (0,2 mi²), de la cual 0,6 km² (0,2 mi²) es tierra y 0 km² (0 mi²) (0%) es agua.

## Demografía
Según la Oficina del Censo en 2000 los ingresos medios por hogar en la localidad eran de $171,612, y los ingresos medios por familia eran $181,530. Los hombres tenían unos ingresos medios de $100,000 frente a los $48,333 para las mujeres. La renta per cápita para la localidad era de $88,049. Alrededor del 1.2% de la población estaban por debajo del umbral de pobreza.